# Geneiken
Geneiken is een gehucht in de Belgische gemeente Lummen. Het ligt ten noorden van het centrum van Lummen, tussen de gehuchten Groenlaren en Gestel.
Geneiken heeft een schans gekend, gelegen aan de huidige Broekstraat/Fazantenstraat. Deze schans is mogelijk opgericht in 1602, maar de oudste schriftelijke vermelding dateert van 1650. Tegenwoordig is het perceel nog aanwezig. Het ligt iets hoger dan het omringende, nattere, land.
Geneiken kent enig verenigingsleven. Zo is er, samen met het naburige Groenlaren, een schuttersgilde, gewijd aan het Heilig Sacrament. In Geneiken wordt jaarlijks aan het koningschieten gedaan. Verder is er een schooltje.